# Eublemma uninotata
Eublemma uninotata är en fjärilsart som beskrevs av George Francis Hampson 1902. Eublemma uninotata ingår i släktet Eublemma och familjen nattflyn. Inga underarter finns listade i Catalogue of Life.